# Ledong Timur
Ledong Timur is een bestuurslaag in het regentschap Asahan van de provincie Noord-Sumatra, Indonesië. Ledong Timur telt 5078 inwoners (volkstelling 2010).